# ブラックミリオン
『目指せ100万円!! BLACK$MILLION』（めざせひゃくまんえん!! ブラックミリオン）は、テレビ東京系列で2013年4月7日から2014年3月30日まで放送されていたバラエティ番組であり、ブラックマヨネーズの冠番組。

## 概要
複合エンターテインメント施設「ラウンドワン」で、挑戦者が5つのゲームに挑戦し、クリアすれば、賞金100万円が獲得できるバラエティ番組。ラウンドワンがメインスポンサーである。2013年10月5日からは放送時間が5分拡大され、土曜24:20 - 24:50の放送となった。

## 出演者
- ブラックマヨネーズ（MC）
  - 小杉竜一
  - 吉田敬
- NMB48（アシスタント）
- 赤平大（ナレーション）

## ルール
- 挑戦者は指定されたアトラクション（スポッチャ、アミューズメントパーク含む）で課題に挑戦。成功出来れば賞金獲得、失敗した場合は挑戦終了。たとえ賞金を獲得していても没収となり、賞金は0円となってしまう。
- 1ラウンド毎に賞金額は増えていき（1万円→2万円→5万円→10万円→100万円）、最後のラウンド5を成功すれば100万円獲得。1ラウンドクリアする度に、次のラウンドに進む（ミリオンチャレンジ）か途中でドロップアウトして現時点での賞金を持ち帰る（NOTミリオン）かを、選択する。
- 放送回によって、ラウンド毎に異なるアトラクションに挑む「ブラミリセレクト5」と、5ラウンド通して1アトラクションに挑む回（ラウンドが進むにつれて課題が難しくなっていく）がある。

## アトラクション一覧
ボウリング
- ボウリング 10ピン倒し：10番ピンの位置に置かれた1本のピンを、第9フレームまで同様2球以内に倒す。
- ブラミリスプリット：難しい位置に配置されたスプリットを、第9フレームまで同様2球だけ使って倒す（のちに第10フレーム同等の3球に増やされた）。1球で全て倒せなかった場合は、倒したピンも元に戻される。
- ブラミリスプリット5：5ラウンド全てが、『ブラミリスプリット（スプリット倒し）』。

UFOキャッチャー
- 3チャンス UFOキャッチャー：番組特製の小杉人形を、3回以内に落とす。

キック・ターゲット
- キックターゲット：3×3マスの的にボールを蹴って、縦・横・斜めのどれか1列の的を全て当てる。チャンスは6球。

バッティングマシン
- バッティングターゲット：時速80kmで飛び出す球を打ち返し、ノーバウンドで前にある的に当てる。チャンスは5球。

ロデオ
- ロデオキーピング：カウボーイハットを被り、自身の身体やハットを落とさないように30秒間ロデオマシーンに乗り続ける。一発勝負。

パンチングマシン
- パンチング○○：「ソニックブラストヒーローズ」を使用。1回のパンチで基準値（130kgfから200kgf）以上の記録を叩き出す。チャンスは3回。なお女性が挑戦する場合は、「パンチング70」（70kgf以上で成功）として行う。機械側が反応する不正行為（主に助走など）があると失格。

カラオケ
- 熱唱!完唄!歌いきりまショー!!：「LIVE DAM」の採点ゲーム「完唱!歌いきりまショー!!」を使用。DAM月間ベスト50の中から1曲選び、「完唄成功」を目指す。当然のことながら「完唄失敗」もしくは「演奏中止によるギブアップ」で即ゲームオーバー。
- 熱唱!完唄!歌いきりまショー!!激辛 HOT：ファイナルラウンドの課題として行われる。基本的なルールは「熱唱!完唄!歌いきりまショー!!」と同じだが、激辛モードで採点される為、難易度が格段に上がっている。
- 目指せアーティスト!熱唱!分析採点：「JOYSOUND f1」の採点ゲーム「分析採点III」を使用。JOYSOUND月間ベスト100の中から1曲を選び、90点以上を出す。
- 目指せアーティスト!熱唱!精密採点：「LIVE DAM」の採点ゲーム「精密採点DX」を使用。DAM月間ベスト50の中から1曲を選び、90点以上を出す。精密採点のため、分析採点より判定が厳しい。また、デュエットでの挑戦の場合はデュエット曲の中から1曲を選び、80点以上を出せば成功となる。

Dance Evolution
- 美しく舞え!ダンスエボリューション：音楽ゲーム「Dance Evolution ARCADE」を使用。指定された課題曲を踊り、ランク判定がAランク以上であれば成功。途中でFAILEDとなってしまった場合は、その時点で失敗。
- ダンスエボリューション5：5ラウンド全てが、『美しく舞え!ダンスエボリューション』。ラウンドごとに指定された課題曲を踊り、スコアのランク判定がラウンド1～2はAランク以上、ラウンド3～4はAAランク以上、ラウンド5はAAAランクであれば成功。
  - ファイナルラウンドはダンスエボリューション史上最高難易度の「FLOWER」もしくは判定が厳しい「マジLOVE2000%」であることが多く、途中でFAILEDもしくはAA以下となり撃沈されるプレイヤーも多い。

maimai
- リズムをつかんでタッチ&ゴー!：音楽ゲーム「maimai」を使用。課題曲「LOVE & JOY」（難易度：ADVANCED）をプレイして、達成率が80％以上であれば成功。

## 負けたら罰ゲーム コッスゥのプチミリオン
- NMB48のメンバー2人が出演する、インフォーマシャルコーナー。
- 毎回、1つのアトラクション（スポッチャ、アミューズメントパーク含む）でメンバーが対決。負けた方は、罰ゲーム（変顔、からしシュークリームを食べる等）を受けながら、番組のタイトルコールをする。

## ネット局と放送時間
| 放送対象地域   | 放送局         | 系列           | 放送日時           | 遅れ       |
| -------------- | -------------- | -------------- | ------------------ | ---------- |
| 関東広域圏     | テレビ東京     | テレビ東京系列 | 土曜 24:20 - 24:50 | 制作局     |
| 北海道         | テレビ北海道   | テレビ東京系列 | 土曜 24:20 - 24:50 | 同時ネット |
| 愛知県         | テレビ愛知     | テレビ東京系列 | 土曜 24:20 - 24:50 | 同時ネット |
| 大阪府         | テレビ大阪     | テレビ東京系列 | 土曜 24:20 - 24:50 | 同時ネット |
| 岡山県・香川県 | テレビせとうち | テレビ東京系列 | 土曜 24:20 - 24:50 | 同時ネット |
| 福岡県         | TVQ九州放送    | テレビ東京系列 | 土曜 24:20 - 24:50 | 同時ネット |

## スタッフ
- 構成：遠藤敬、辻健一、大井洋一、松本健一
- ディレクター：原愼吾、中野伸郎、山中豪、畑中真治、平川達、森俊平
- 演出：川田忠仁
- プロデューサー：小高亮、萩原雄一、宗田昭彦、今滝陽介
- カメラ：五十嵐陽
- 音声：田原裕太、目野智子
- 編集：尾崎博樹
- MA：吉田達矢
- 音効：遠藤治朗
- 美術プロデューサー：吉田敬
- デザイン：今長和宏
- 美術協力：フジアール
- 衣装デザイン：shin（garconshinois）
- 技術協力：スウィッシュジャパン、AZABU PLAZA、ネクストライ
- 協力：ラウンドワン
- 製作：BACK-UP MEDIA
- 製作協力：吉本興業、電通

## エンディングテーマ
- 「Liar」 CHIHIRO
- 「ドレミFUN LIFE」 たんこぶちん
- 「A BIG GIAL DON'T CRY」 TANAKA ALICE
- 「妄想接吻」 ν[NEU]
- 「シアワセタランチュラ」 たんこぶちん